# Pötting (Ebersberg)
Pötting ist ein Ortsteil der Gemeinde Ebersberg im oberbayerischen Landkreis Ebersberg. Der Weiler liegt circa zwei Kilometer südwestlich von Ebersberg.

## Baudenkmäler
Siehe: Liste der Baudenkmäler in Pötting